# Tarsicopia
Tarsicopia là một chi bướm đêm thuộc họ Noctuidae.